# 10849 Onigiri
10849 Onigiri è un asteroide della fascia principale. Scoperto nel 1995, presenta un'orbita caratterizzata da un semiasse maggiore pari a 2,246559 UA e da un'eccentricità di 0,078216, inclinata di 3,616183° rispetto all'eclittica. Ha un diametro di 4,349 km.
Prende nome dall'onigiri, spuntino tipicamente giapponese.